# Музей мистецтва та науки в Сінгапурі
Музей мистецтва та науки (англ. ArtScience Museum ArtScience Museum) — музей, розташований на узбережжі затоки Марина-Бей в Сінгапурі. Це перший музей в світі, що має на меті вивчення ролі творчого процесу в науці і мистецтві і його вплив на свідомість суспільства. На думку Шелдона Адельсона, голови Las Vegas Sands Corporation, будова є «візитною карткою» міста й країни, представляючи собою «долоню з привітанням із Сінгапуру».

## Стилістика і інфраструктура будівлі
Тарілкоподібний дах будівлі збирає дощову воду до центру, через отвір вода тече у внутрішню водойму музею. Асиметрична структура музею має загальну висоту 60 метрів. Архітектурна асамблея спирається на 10 колон, що змикаються корзиноподібним кільцем в центрі. Завдяки цим естетичним та інженерним рішенням, створюється відчуття, що будівля нависає над землею. Зовнішня сторона будівлі оброблена укріпленим армованим полімером, що звично використовуються в таких масштабах для конструкції морських суден, яхт. Саме цей матеріал створює ілюзію монолітності будови.